# Пластун Микола Васильович
Микола Васильович Пластун (нар. 25 жовтня 1927, Херсон — пом. 19 грудня 1999) — директор «Херсонміськсвітла», почесний громадянин Херсона.

## Біографія
Народився 25 жовтня 1927 року в Херсоні. Працювати почав з 1946 року електромонтером на Херсонській паротурбінній електростанції, згодом працював майстром, старшим монтером-контролером, начальником лабораторії лічильників. Понад 20 років працював на посаді директора «Херсонміськсвітла». Був начальником обласного штабу по світло-маскуванню та енергозабезпеченню.
Обирався депутатом Херсонської міської ради XVI, XVII, XVIII та XIX скликань.
Помер 19 грудня 1999 року.

## Відзнаки
- нагороджений орденом «Знак Пошани», медалями медаллю «За доблесну працю», медаллю «Ветеран праці».
- почесний громадянин Херсона (рішення сесії Херсонської міської ради народних депутатів XXII скликання № 93 від 9 липня 1996 року)[1].